# Foveacheles osloensis
Foveacheles osloensis är en spindeldjursart som först beskrevs av Thor 1934.  Foveacheles osloensis ingår i släktet Foveacheles, och familjen Rhagidiidae. Arten är reproducerande i Sverige.